# Султанија Тириможган
Тириможган Кадин (умрла 3. октобра 1852; османски турски: تیرمژکان قادین) била је друга супруга султана Абдулмеџида I и мајка султана Абдул Хамида II из Османског царства.

## Рани живот
Тириможган Кадин је рођена у Јерменији, са девојачким презименом Вирџинија. Њени преци су били робови. Доведена је у Истанбул као врло мало дете и постављена је за калфу пре него што ју је приметио Абдулмеџид који се са њом оженио 1839. Овде је њено име према обичају османског двора промењено у Тириможган.
У својим мемоарима, њена унука Ајше Султан приказује Тириможган како има „зелене очи и дугу, тамноплаву косу, бледу кожу прозирно беле боје, танак струк, витку телесну структуру и врло лепе руке и стопала“.

## Брак
Тириможган се удала за Абдулмеџида I 1839. Добила је титулу „Друга супруга“. Била је позната по својој префињености, својој учтивости и лепоти. Чарлс Вајт, који је посетио Истанбул 1843. године, рекао је следеће о њој:
| „ | Друга... има репутацију велике лепоте и писања прелепе поезије. | ” |

Тириможган је родила два принца и једну принцезу. Њено прво дете је било Наиме Султан, која је умрла од малих богиња када је имала две и по године марта 1843. године. Абдул Хамид је био њено друго дете, док је треће било Шехзаде Мехмед Абид, који је умро у мају 1848. године, као беба, када је имао један месец. Абдул Хамид је касније дао имена својој деци по свом брату и сестри.
Изгубивши ћерку, Тириможган се посветила сину Абдул Хамиду и током своје болести учинила је све да осигура његову срећу. Он би одлазио би сваког дана у палату да би је видео, а затим би се враћао у палату Долмабахче.

## Смрт
Тириможган је умрла 3. октобра 1852. у палати Ферије, а сахрањена је у маузолеју у Новој џамији у Истанбулу. Била је најближа са другом султанијом, Пересту Кадини и увек је високо поштовала. После њене смрти, Пересту је усвојила Абдул Хамида, ког је усвојила и Џемиле Султан. Године 1887. Абдул Хамид у њену част саградио џамију на Родосу.